# Fortaleza de Ključ
La fortaleza de Ključ (en bosnio: Ključka tvrđava) se encuentra en Bosnia y Herzegovina, en el territorio de la ciudad de Ključ y en el municipio de Ključ. Data de la Antigüedad y la Edad Media y está incluido en la lista de monumentos nacionales de Bosnia y Herzegovina.

## Ubicación
La fortaleza se encuentra en una pendiente alargada sobre rocas altas que dominan el valle del río Sana y los alrededores de Ključ. Anteriormente, había un pequeño fuerte romano.
El complejo de la fortaleza consta de tres partes conectadas por murallas: la ciudad con sus suburbios, el Tabor y la Ljubica (Lubica). El núcleo más antiguo es la ciudad con sus suburbios, que está protegida por un alto terraplén en el lado de acceso norte. Según el aspecto actual, los campos fueron reconstruidos en la época otomana. Ljubica es una casa torre que se construyó como protección lateral del núcleo de la fortaleza.

## Historia
La fortaleza de Ključ fue el centro de la župa de Sanica. La fortaleza controlaba el tráfico a través del valle de Sana, que conectaba Pounje con los valles de Pliva y Vrbas. La primera mención de la fortaleza está relacionada con sus propietarios, la familia Hrvatinić en 1322. La fortaleza perteneció a Vukoslav Hrvatinić y luego a su hijo Vlatko Vukoslavić. Vlatko cedió la fortaleza a Luis I de Hungría a cambio de posesiones en Hungría. Después de la muerte de Luis en 1382, Ključ estaba nuevamente en el poder de los Hrvatinić, luego de Hrvoje Vukčić Hrvatinić, el principal representante de esa familia. Posteriormente, Ključ perteneció a los nietos del hermano de Hrvoje, el duque Dragiša Vukčić.
Esteban Tomašević, el último rey de Bosnia, se refugió en la fortaleza, antes de su captura en 1463. La imagen de Ključ se conserva en un grabado en el cuaderno de viajes del diplomático esloveno Benedikt Kuripešić en 1530.
El 12 de mayo de 2003, la Comisión para la Conservación de los Monumentos Nacionales de Bosnia y Herzegovina incluyó a la fortaleza de Ključ en la lista de monumentos nacionales del país.